# 문소황후

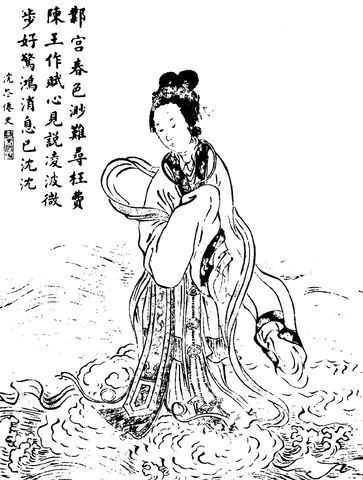

문소황후 견씨(文昭皇后 甄氏, 183년 1월 26일 ~ 221년 8월 4일)는 중국 삼국시대 위의 초대 세조 문황제(世祖 文皇帝) 조비(曹丕)의 정실(正室)이다. 상채현 현령 견일(甄逸)의 딸로써 중산군 무극현(하북성 석가장시 무극현 부근)의 태생이다. 견후 또는 견씨라고도 부르며, 일본식 표현으로 견희(甄姬)라고도 한다. 3남5녀 중의 막내딸로 오빠들의 이름은 예(豫), 엄(嚴), 요(堯)이고 언니들은 강(姜), 탈(脫), 도(道), 영(榮)이다. 황후 자신의 이름은 복(宓), 다른 설에는 낙(洛)이라는 말도 있으나, 확실하지는 않다. 소설 「삼국지 연의」에서는 피부는 옥과 같고 얼굴은 꽃과 같은(玉肌花貌) 미인으로 그려진다.

## 생애
한나라 태보(太保) 견한(甄邯)의 후예로 집안은 대대로 2천석을 지낸 중산국의 손꼽히는 명문이었다. 위서(魏書)에 따르면 관상 보는 사람인 유량(劉良)이 찾아와 견씨와 그 자매들을 보았는데, 견씨를 가리키면서 "이 아이는 말도 못할 만큼 귀한 인물이 될 것입니다." 라고 말했다고 한다.
견씨는 어려서부터 총명하여 놀기를 싫어하고 독서를 좋아하였다. 견씨가 열 살 남짓할 무렵, 천하에 전란이 일어나고 기근까지 겹치자 사람들은 보물을 팔고 곡식을 샀는데 견씨의 집안은 부유했기 때문에 오히려 보물을 많이 사들였다. 그러자 견씨는 어머니에게 보물을 사들이지 말고 어려운 사람들에게 은혜를 베풀자고 건의하였고 집안 사람들은 이를 받아들였다. 이 일화에서 견씨는 어려운 백성들을 사랑하는 마음을 갖추고 있었고 윗 사람들에게는 옳은 일을 권하는 곧은 성격의 소유자였음을 알 수 있다.
건안 중에 견씨는 원소의 차남인 원희의 아내가 되었다. 이후 조조가 기주를 공격했을 때(하북 쟁탈전)에 조조의 아들 조비는 먼저 원소의 저택을 기습했다. 그 때 견씨는 시어머니 유씨와 함께 있었는데 조비가 견씨의 미모를 보고 그녀를 좋아하자 조조가 조비의 마음을 알고 그를 위해 둘을 결혼시켰다.「세설신어」에 따르면 업을 함락시킨 조조는 견씨가 천하절색이라는 이야기를 듣고 즉시 그녀를 데리고 오게 했으나 주위에서 조비가 견씨를 먼저 데리고 갔다고 전하자 "금년에 전쟁을 일으킨건 다 조비 그 녀석을 위한 일이었다."고 탄식했다고 한다. 견씨는 몇 년 동안 조비의 총애를 독차지했고 아들 조예와 딸 동향공주를 낳았다.
위서에 의하면 견씨는 조비에게 총애를 받았지만 조비의 첩들을 질투하지 않고 총애를 받고 있는 자들은 더욱 더 마음에 들도록 노력시키고, 총애를 받지 않는 것에 대해서는 격려, 충고해 주었다고 한다. 조비에게는 "옛날, 황제의 자손이 번창한 것은 많은 측실을 두었기 때문에지요. 넓고 재덕이 뛰어난 여성을 찾아 후계자를 많이 낳으세요." 라고 말했다. 나중에 조비가 성격 차이로 첩인 임씨(任氏)를 쫓아 내려고 하자 견씨가 울면서 "저는 은혜를 받고 있는데, 이것은 사람들이 다 알고 있습니다. 만약에 임씨가 쫒겨나면 사람들은 저 때문이라 할 것입니다." 하고 간곡히 청했지만, 조비는 임씨를 쫓아냈다.
조조의 아내인 시어머니 변씨(무선황후)와의 사이도 좋았다. 211년, 조조가 마초와 싸울 때 변씨도 조조를 따라갔다. 이 때 변씨는 병에 걸린 상태였는데 견씨는 시어머니 변씨를 걱정하여 하루종일 울었다. 나중에 병이 나았다는 변씨의 편지를 받고서야 견씨의 마음이 풀어졌다. 이후 군대가 돌아 오고 견씨는 변씨를 만나러 갔는데 시어머니 변씨의 장막이 보이자 기뻐서 울었고 주변 사람들은 그에 감동했다. 변씨도 견씨의 효심에 감동하여 함께 울었다. 변씨는 "견씨는 진짜 효행인 신부겠지요" 하면서 그녀의 효행을 칭찬했다. 이후 조조가 손권을 정벌하러 갈 때 변씨도 따라갔고 견씨의 아이들도 변씨와 함께 조조를 따라갔지만 견씨는 병 때문에 따라가지 않고 남았다. 두 아이들과 떨어져 있었음에도 안색이 좋아지자 변씨를 모시는 사람들은 그 이유를 물었고 견씨는 "제 아이들이 어머님(변씨)과 함께 있는데 제게 무슨 걱정이 있겠습니까?"라고 총명하게 대답했다.

## 죽음의 미스터리
「삼국지」에 따르면 조비가 황제에 즉위하자 조비의 총애는 곽귀인(후의 문덕황후)나 이귀인, 음귀인으로 돌아가고 후한의 헌제의 두 명의 딸들도 비빈이 되었다. 견씨는 점점 실의에 빠져 원망하는 말을 했다. 이 행동이 조비를 화나게 하여 황초(黃初) 2년 6월에 조비는 견씨에게 죽음을 내렸다고 짤막하게 기록하고 있다.
하지만 당대 사서인《위략(魏略)》이나 후대 사서인《한진춘추(漢晋春秋)》는 견씨(甄氏)의 죽음은 곽귀인의 음모라고 주장하고 있다.《자치통감》도 이를 따라 견씨가 원망하는 말을 하자 곽귀인이 이를 가지고 거짓으로 조비에게 참소했고 그래서 조비가 견씨에게 죽음을 명했다고 기록하였다.
그 외에 당대 사서인《위서》에서는 조비가 견씨를 죽이지 않았으며 견씨가 병으로 죽자 애통해했다고 주장하지만 이는 역사가들에게 받아들여지지 않는 주장이다.
한편 삼국지집해의 저자 노필은 견씨의 아들 조예가 조비의 아들이 아니라 견씨의 전남편인 원희의 아들이라고 주장했고 이 때문에 조비가 견씨를 사사했다고 주장했다. 이에 관한 내용은 4.조예의 출생에 대하여 부분에 자세히 나와 있다.
삼국지 위지 주선전에 따르면 조비는 푸른 기운이 땅으로부터 하늘까지 이어지는 꿈을 꾸고 주선에게 해몽을 부탁한다. 주선은 이를 듣고 "천하에서 가장 고귀한 여자가 원한을 품고 죽을 것입니다." 라고 대답했다. 이 때 조비는 견황후에게 자결 명령을 내렸었다. 조비는 후회하며 사자를 보내 말리게 했지만 이미 그녀는 죽은 뒤였다.
《위지》(魏志) 문제기의 기록에 따르면 견황후가 자살 명령을 받은 다음날 일식이 일어났다. 제관은 태위(太尉)를 파면하듯이 상주했지만, 조비는 “천변지이는 나라를 치료하는 사람에게의 견책이다. 어째서 자기보다 하위의 사람에게 책임을 물리는가”라고 해서 탄핵을 그만두게 했다.
조비와 견황후의 아들인 아들·조예(曹叡)는 황제 즉위 후에 어머니의 명예를 회복하고 황후로 임명해서 “그 영지에 의해서 세상을 계몽했다”는 의미를 담아 소(昭)라는 시호를 주고 아버지의 시호인 문(文) 자를 붙여 문소황후(文昭皇后)로 정하였다. 또한 견황후의 일족들에게 막대한 하사품을 내리고 견씨 남자들을 열후에 봉했다. 그들의 가계는 대대로 이어져서 후의 팔왕의 난 즈음에도 난을 피해서 혈맥을 유지했다. 태화 4년(230년)에는 견씨의 무덤을 조양릉으로 이장했다. 현재 허난 안양현에 견황후릉으로 알려져 있는 무덤이 있지만 진위 여부는 확실하지 않다.
곽귀인의 경우, 정사 「삼국지」에서는 곽귀인은 견씨의 죽음과 관련되었다는 기록이 없기 때문에 조예가 곽귀인에게 복수한 기록 역시 없다. 하지만 《위략(魏略)》이나《한진춘추(漢晋春秋)》는 견씨의 죽음이 곽귀인의 음모라고 주장하고 있기 때문에 조예가 이후에 그 사실을 알고 곽귀인에게 복수하였다고 적혀있다. 《자치통감》도 이와 유사하게 기록하고 있다.

### 또 다른 가설들
한편 「세설신어」에 나와 있는 조조가 견황후를 차지하려 했다는 이야기에 기반하여 견씨의 죽음을 조조와의 관계로 설명하는 가설도 있고, 낙신부의 전설에 기반하여 조식과의 관계로 설명하는 가설도 있다.

## 낙신부의 전설
견황후에 관한 유명한 전설은 조비의 남동생인 조식과의 연애담이다. 조비의 동생인 조식은 견씨를 흠모하였으나 이루어질 수 없었다는 것이다. 반론으로는 이 이야기는 조비가 견황후에게 자살을 명한 것, 남동생 등을 푸대접 한 것을 모티브로 하여 패사의 종류로부터 창작된 것일 것일 가능성도 제기되고 있다. 특히 조식의 대표작 “낙신부”(洛神賦)의 모델이 견황후라는 설은 진나라와 육조 시대부터 이미 원형을 볼 수 있다. 남조에서는 궁체시로 불리는 감미로운 연애시가 유행했기 때문에 이러한 비련 전설이 나타나기 쉬웠다고 추정된다. 이 이야기는 지금도 여러 매체의 소재로 쓰이고 있고 낙(洛)수의 여신 복(宓)비가 견씨의 원형이기 때문에 해당 매체에서 견씨의 이름은 복(宓) 혹은 낙(洛)으로 나온다.

## 조예의 출생에 대하여
조예의 출생에는 의문스러운 부분이 있다.「삼국지」위서 명제기에는 조예가 경초 3년 (239년)에 36세의 나이로 승하한 것으로 기록되어 있으며, 역산하면 조예의 생년은 건안 9년 (204년)이 된다. 반면 「삼국지」에 주석을 단 배송지는 조예는 건안 10년 (205년)에 태어났기 때문에 36세는 잘못된 계산이라고 주장했다. 이 점에 대해「삼국지집해」의 저자 노필은 조비가 견씨를 살해하고 조예가 조비에게 특히 냉대된 것을 증거로 들어, 조예의 친아버지는 조비가 아니라 견씨의 전 남편 원희라고 주장했다. 이 이론에 따르면, 조조가 기주를 공략, 조비가 원희의 아내였던 견씨를 약탈한 시점(204년)에 조예는 원희의 자식으로 이미 세상에 태어나 있으며, 조비는 그 아이를 (푸대접 하면서도) 양육했다고 한다. 노필의 이론이 맞다면 조비가 견씨를 사사한 이유는 조예가 원희의 아들이기 때문이고 조예가 조비에게 푸대접 받은 것 역시 같은 이유 때문이다. 이에 대한 반론으로는 그 당시는 혈통을 중시했기 때문에 조비가 원희의 아들인 조예를 자신의 후계자로 세웠을 리는 없다는 점 등이 있다.

## 같이 보기
- 조비
- 조예
- 원희